# Enallagma divagans
Enallagma divagans är en trollsländeart som först beskrevs av Selys 1876.  Enallagma divagans ingår i släktet Enallagma och familjen dammflicksländor. Inga underarter finns listade i Catalogue of Life.